# Jimmy Laporal-Trésor

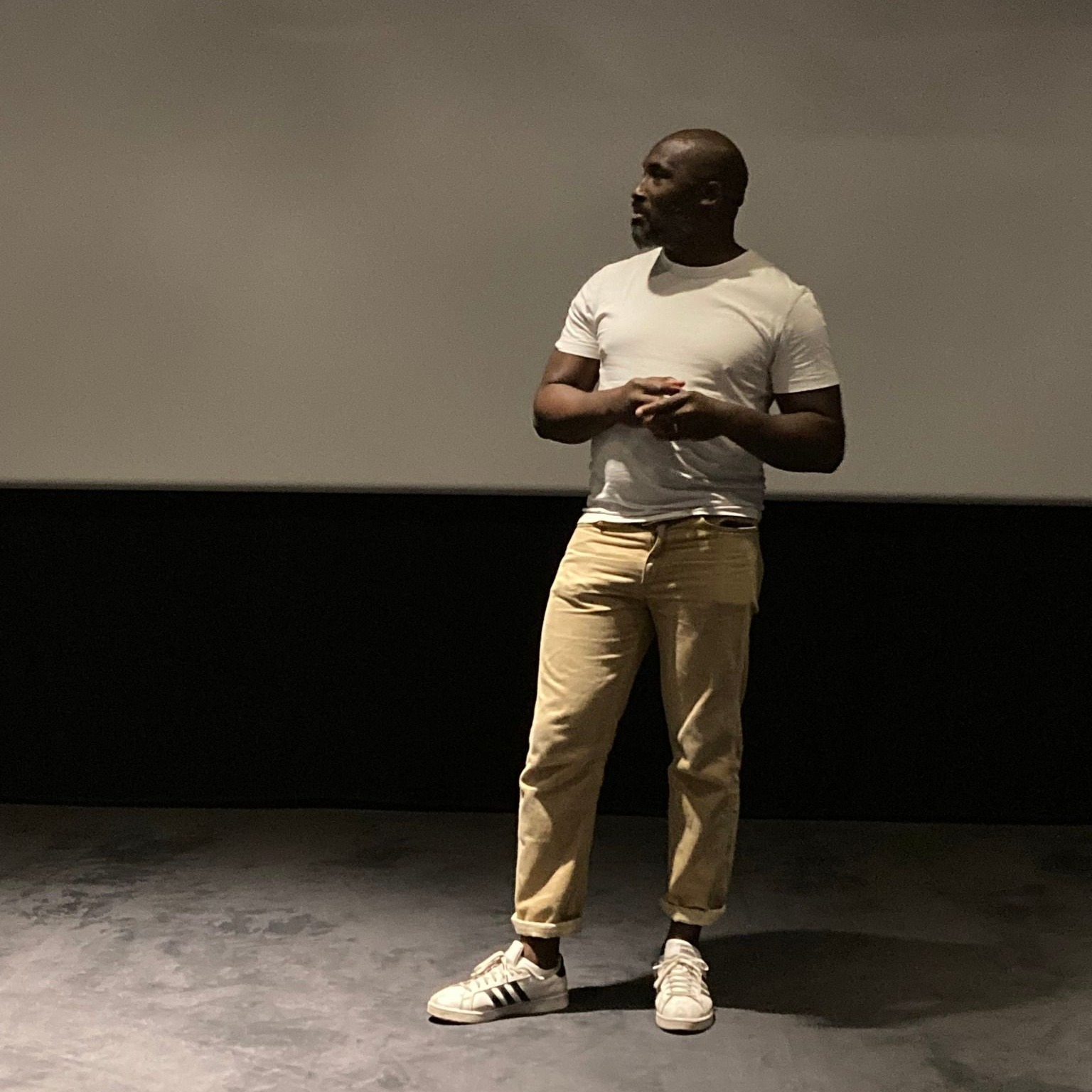
Jimmy Laporal-Trésor, 2022

Jimmy Laporal-Trésor (* 27. September 1976 in Paris) ist ein französischer Filmregisseur und Drehbuchautor.

## Leben
Laporal-Trésor wurde 1976 in Paris geboren, seine Mutter stammt aus Guadeloupe und sein Vater aus Guadeloupe und Martinique. Er wuchs bei seiner Großmutter in Levallois und später Clichy-la-Garenne auf. Über Rollenspiele wie Dungeons & Dragons entdeckte Laporal-Trésor seine Liebe zum Geschichtenerzählen. Er beendete die Schulzeit 1994 mit dem Baccalauréat und bildete sich zunächst im Bereich Medizin weiter und übernahm zahlreiche Nebenjobs. Von 1998 bis 2002 studierte er Kommunikationswissenschaften an der Universität Paris VIII und wurde Teil des Filmkollektivs Renoich. Seine erste Arbeit beim Film war das Drehbuch zur Tragikomödie La cité rose, die ursprünglich als Serie geplant war. Beim Kurzfilm Le baiser, der 2013 erschien, schrieb Laporal-Trésor das Drehbuch und führte erstmals Regie. Weitere Drehbücher für Langfilme folgten. Im Jahr 2015 absolvierte Laporal-Trésor eine Ausbildung im Kurs „La direction litteraire“ am Conservatoire europeen d’écriture audiovisuelle (CEEA).
Bereits um 2013 präsentierte Laporal-Trésor dem Filmproduzenten Manuel Chiche seine Langfilmidee Rascals – einen Film über Gangs, die Jagd auf Schwarze und Araber in bestimmten Pariser Vierteln machten. Chiche schlug vor, die Handlung in die 1980er-Jahre zu verlegen. Um die Finanzierung des Langfilms zu sichern, drehte Laporal-Trésor zunächst den Kurzfilm Soldat noir, der eine Episode aus Rascals übernahm, die inhaltlich nicht in den Langfilm passte. Soldat noir um den von den Antillen stammenden Hughes, der aufgrund des offen rassistischen Frankreichs der 1980er-Jahre zunehmend radikalisiert und schließlich zum „Skinhead-Jäger“ wird, wurde im November 2020 innerhalb von sechs Tagen mit einem Budget von 80.000 Euro gedreht. Der Film lief unter anderem im Rahmen der Semaine de la critique der Internationale Filmfestspielen von Cannes 2021, wo er für den Prix Canal+ als bester Kurzfilm nominiert war. Soldat noir wurde 2022 zudem für einen César in der Kategorie Bester Kurzfilm nominiert. Die Dreharbeiten für Rascals begannen schließlich im Juli 2021. Der Film spielt im Jahr 1984 und dreht sich um die aus Immigranten bestehende Gang Rascals, die in der Skinhead-Gang Boneheads Konkurrenz erhalten. Laporal-Trésor arbeitet zudem an einer Fernsehserie, die eine direkte Fortsetzung des Kurzfilms Soldat noir ist, und begann 2021 im Rahmen des Atélier scenario der La fémis mit dem Drehbuch zu seinem zweiten geplanten Langfilm, der den Arbeitstitel Mé 67 trägt.

## Filmografie
- 2012: La cité rose – Drehbuch
- 2013: Le baiser – Regie, Drehbuch
- 2016: Quelques jours avec toi – Drehbuch
- 2019: Mein Bruder (Mon frère) – Drehbuch
- 2021: Soldat noir – Regie, Drehbuch

## Auszeichnungen
- 2021: Nominierung Prix Canal+ für den besten Kurzfilm, Internationale Filmfestspiele von Cannes, für Soldat noir
- 2022: César-Nominierung, Bester Kurzfilm, für Soldat noir